# Dysauxes autumnalis
Dysauxes autumnalis är en fjärilsart som beskrevs av Daniel 1932. Dysauxes autumnalis ingår i släktet Dysauxes och familjen björnspinnare. Inga underarter finns listade i Catalogue of Life.